# Oxyethira simplex
Oxyethira simplex är en nattsländeart som beskrevs av Friedrich Ris 1897. Oxyethira simplex ingår i släktet Oxyethira och familjen smånattsländor. Arten är reproducerande i Sverige. Inga underarter finns listade i Catalogue of Life.